# Playa de Peña Doria
La playa de Peña Doria es una playa aislada, excepto en la  bajamar que se une con la Playa de La Cueva y rodeada de acantilados, está situada en el concejo asturiano de Cudillero y pertenece a la localidad española de Oviñana. La playa está protegida dentro del paraje natural de la costa occidental y está catalogada como Paisaje protegido, ZEPA y LIC.

## Descripción
Es una playa de bolos, con fuerte oleaje, lo que la hacen poco adecuada para el baño.
Para su localización hay que llegar a uno de los dos núcleos de población más cercanos que son Oviñana y Riego de Abajo. El acceso es el mismo que para la playa vecina por el occidente que es la Playa de La Cueva y la bajada es por otro camino, también similar al zigzagueante de acceso a La Cueva. 
No tiene ningún tipo de servicios y se puede llevar la mascota. Las actividades recomendadas son la pesca submarina y la recreativa a caña. Se recomienda tomarse con calma la bajada y subida del largo camino zigzagueante hasta la playa.